# 尾道市立久保中学校
尾道市立久保中学校（おのみちしりつ くぼちゅうがっこう）は、広島県尾道市防地町にあった公立中学校。

## 概要
歴史
学制改革の行われた1947年（昭和22年）に新制中学校として創立。2017年（平成29年）に創立70周年を迎えた。尾道市立長江中学校との統合による尾道市立尾道みなと中学校（新設）への再編に伴い、2025年3月限りで閉校となった。本校の敷地には尾道みなと中学校が設置されている。
通学区域
住所上記で「広島県尾道市」の後に「尾崎本町、尾崎町、久保一丁目（1番-3番除く）、久保二丁目、久保三丁目、東久保町、西久保町（1-7番、11-30番、31番（6号・7号・9号除く）、防地町（26番8号除く）、久保町、長江三丁目（27番7号）、高須町（993-1028番地2、1029-1068番地、1076-1079番地、1081-1095番地、1105番地1-2、1168-1169番地、1342番地、2119-2169番地（2136番地7、2137番地4除く）、2187-2389番地）、山波町、東尾道、新高山一～三丁目、高須町（1170番地17、1170番地101-110、2136番地7、2137番地4、21335番地5-25」が続く地域。小学校区は尾道市立久保小学校、尾道市立山波小学校。
校章
中央に「中」の文字を置いている。
校歌
タイトルは「純潔の旗風の下」。作詞は木下夕爾、作曲は小倉朗による。歌詞は2番まであり、両番に校名の「久保中学」が登場する。

## 沿革
- 1947年（昭和22年）
  - 4月1日 - 学制改革（六・三制）が実施される。
    - 旧・尾道市久保国民学校の初等科は尾道市立久保小学校に改称。
    - 旧・尾道市久保国民学校の高等科が青年学校の普通科とともに新制中学校「尾道市立久保中学校」（現校名）に改組される。
    - 当初、中学校の校舎はなかったため、他校の校舎（尾道市立筒湯小学校[3]、尾道市立久保小学校、広島県立尾道高等女学校[4]）
- 1949年（昭和24年）- 西久保町18番地に木造校舎が完成し、一部が移転完了。
- 1951年（昭和26年）- 校舎を増築。
- 1952年（昭和27年）- 特別教室（工業実習室）が完成。
- 1954年（昭和29年）- 校舎を増築。
- 1955年（昭和30年）- グラウンドを拡張。
- 1956年（昭和31年）- 校旗と校歌を制定。
- 1963年（昭和38年）- 現在地に新校舎が完成し移転を完了。
- 1968年（昭和43年）- 体育館が完成。
- 1989年（平成元年）- 校舎大規模改修（第一期工事）が完了。
- 1991年（平成3年）- 校舎大規模改修（第二期工事）が完了。
- 2025年（令和7年）
  - 3月7日 - 最後の卒業式を挙行[5]。
  - 3月31日 - この日をもって正式に閉校。

## 統合の経緯
尾道市では中心部の尾道市立土堂小学校・尾道市立長江小学校・尾道市立久保小学校を統合する計画が立てられたが、地元住民からの反対を受けて撤回し、仮校舎に移転させて改めて統合計画を検討することになった。この一環で本校の敷地には2021年4月から久保小学校の仮設校舎が設置された。2022年11月に尾道市教育委員会は、前記の小学校3校に加え、本校と尾道市立長江中学校を統合した小中一貫校を2025年4月に設置する方針を明らかにし、中学校については本校の敷地に校舎を設ける予定である。学校の統合に関する議案は2023年9月20日の市議会で可決成立した。統合先の学校名は、2024年1月に開校準備委員会で「尾道みなと中学校」に案が絞られ、同年3月19日の尾道市議会で学校設置条例改正案が可決されて正式に決定した。

## アクセス
最寄りのバス停留所
- おのみちバス 「北久保」にて下車

## 周辺
- 尾道市立北久保保育所
- 尾道坊地簡易郵便局